# Superallsvenskan i ishockey 2000
Superallsvenskan i ishockey 2000 spelades vårsäsongen år 2000 och var den första Superallsvenskan i ishockey. De fyra bästa lagen från Allsvenskans söder- respektive norrgrupp under höstsäsongen 1999 kvalificerade sig för Superallsvenskan. De två främsta lagen gick vidare till Kvalserien 2000, medan de fyra näst bästa lagen gick vidare till Playoff.

## Tabell
Lag 1–2: Kvalificerade för Kvalserien

Lag 3–6: Kvalificerade för Playoff

Lag 7–8: Kvalificerade för Allsvenskan 2000/01
| Nr | Lag                | S  | V  | ÖV | ÖF | F  | GM | IM | MS  | P  |
| -- | ------------------ | -- | -- | -- | -- | -- | -- | -- | --- | -- |
| 1  | Timrå IK           | 14 | 10 | 1  | 0  | 3  | 58 | 27 | +31 | 32 |
| 2  | Södertälje SK      | 14 | 7  | 3  | 2  | 2  | 43 | 24 | +19 | 29 |
| 3  | IF Björklöven      | 14 | 8  | 2  | 1  | 3  | 44 | 29 | +15 | 29 |
| 4  | Rögle BK           | 14 | 7  | 1  | 3  | 3  | 56 | 40 | +16 | 26 |
| 5  | IK Nyköpings NH 90 | 14 | 4  | 1  | 1  | 8  | 34 | 48 | −14 | 15 |
| 6  | Mora IK            | 14 | 4  | 0  | 2  | 8  | 31 | 53 | −22 | 14 |
| 7  | Tranås AIF IF      | 14 | 3  | 1  | 2  | 8  | 34 | 49 | −15 | 13 |
| 8  | IF Troja/Ljungby   | 14 | 2  | 2  | 0  | 10 | 41 | 71 | −30 | 10 |